# Голуб сомалійський
Голуб сомалійський (Columba oliviae) — вид птахів родини голубових (Columbidae).

## Поширення
Ендемік Сомалі. Поширений у скелястих посушливих районах вздовж північно-східного узбережжя країни. Мешкає на висоті приблизно 213—609 м над рівнем моря, на вузькій смузі вапнякових скель, і ніколи не був помічений далі, ніж за кілька сотень метрів від них.

## Опис
Птах завдовжки 28 см, включаючи хвіст 10,7 см, дзьоб — 22 мм. Оперення здебільшого світло-сіре, темніше на крупі. Кінці другорядних махових пір'їн чорнуваті. На хвості є поперечна чорна смуга. Навколоочне кільце червоне, як і райдужка ока.

## Спосіб життя
Живиться насінням та плодами.